# La Comédie politique
La Comédie politique est un journal hebdomadaire politique et satirique français, illustré de caricatures à partir de 1880. Il a paru à Lyon entre 1871 et 1904, avec toutefois plusieurs années d'interruption.

## Histoire
La Comédie politique est fondée en mars 1871 par un ancien journaliste du Courrier de Lyon, le polémiste bonapartiste Adolphe Ponet. Elle gagne immédiatement une grande notoriété locale dans le contexte troublé de la Commune de Lyon.
Bonapartiste « jérômiste », le journal attaque aussi bien le pouvoir républicain en place que les prétendants orléanistes et même d'autres bonapartistes. Ses polémiques anti-républicaines et ses violentes attaques ad hominem lui valent de nombreuses poursuites et condamnations. Celles-ci provoquent de longues interruptions de publication, notamment entre 1873 et 1878 et, surtout, entre 1887 et 1894. Ce dernier hiatus résulte d'une condamnation pour chantage, Ponet ayant été reconnu coupable d'avoir extorqué de fortes sommes à des notables lyonnais en échange de la neutralité de son hebdomadaire.
Depuis le 11 juillet 1880, la une du journal comporte une grande caricature. Tout d'abord réalisée par un dessinateur signant « Zède », elle a eu par la suite plusieurs autres auteurs. Parmi eux, on trouve des caricaturistes assez obscurs, tels que G. Basch, Jehan Ry, Josué, Talp et Toc (Georges Tocqueville ?), mais également quelques artistes beaucoup plus connus, comme Charles Froment (Fertom), Valère Morland (Kab) et J. Blass (Pouf).
Alors qu'elle avait publié auparavant plusieurs textes et dessins antisémites, la Comédie politique remet en cause la condamnation de Dreyfus dès septembre 1896 avant de devenir nettement dreyfusarde l'année suivante.
Après la mort d'Adolphe Ponet, survenue en 1900, la publication est poursuivie par son fils pendant encore quelques années.

Gravures publiées en première page
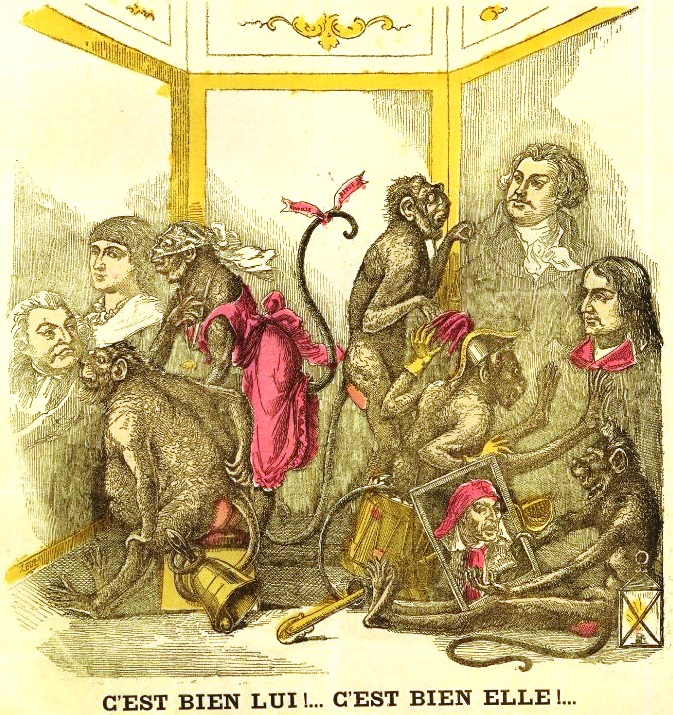
Dessin de Zède confrontant des personnalités républicaines, caricaturées en singes, aux grandes figures de la Révolution française (5 décembre 1880).
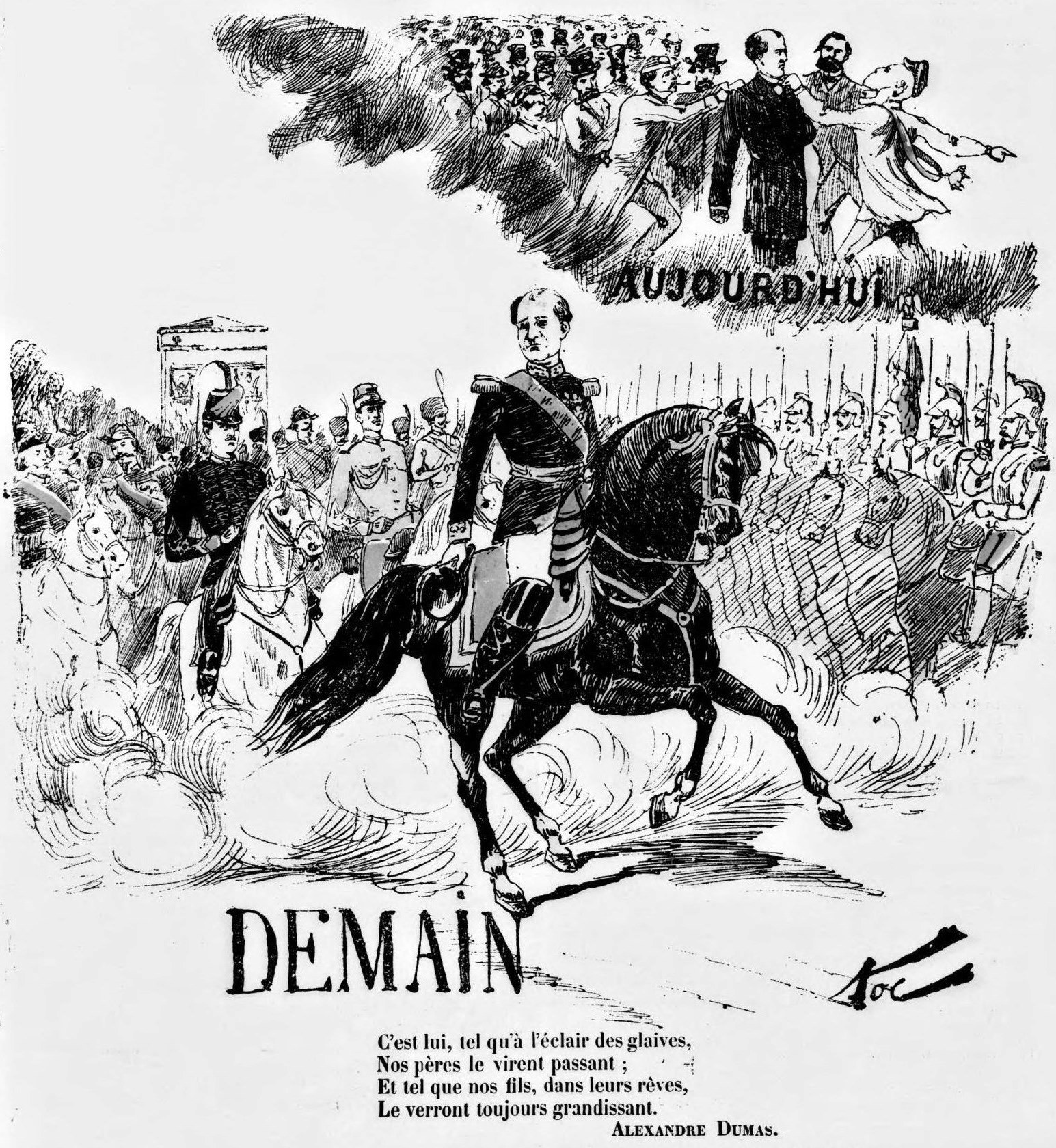
Dessin de Toc à la gloire de Napoléon-Jérôme Bonaparte (28 janvier 1883).
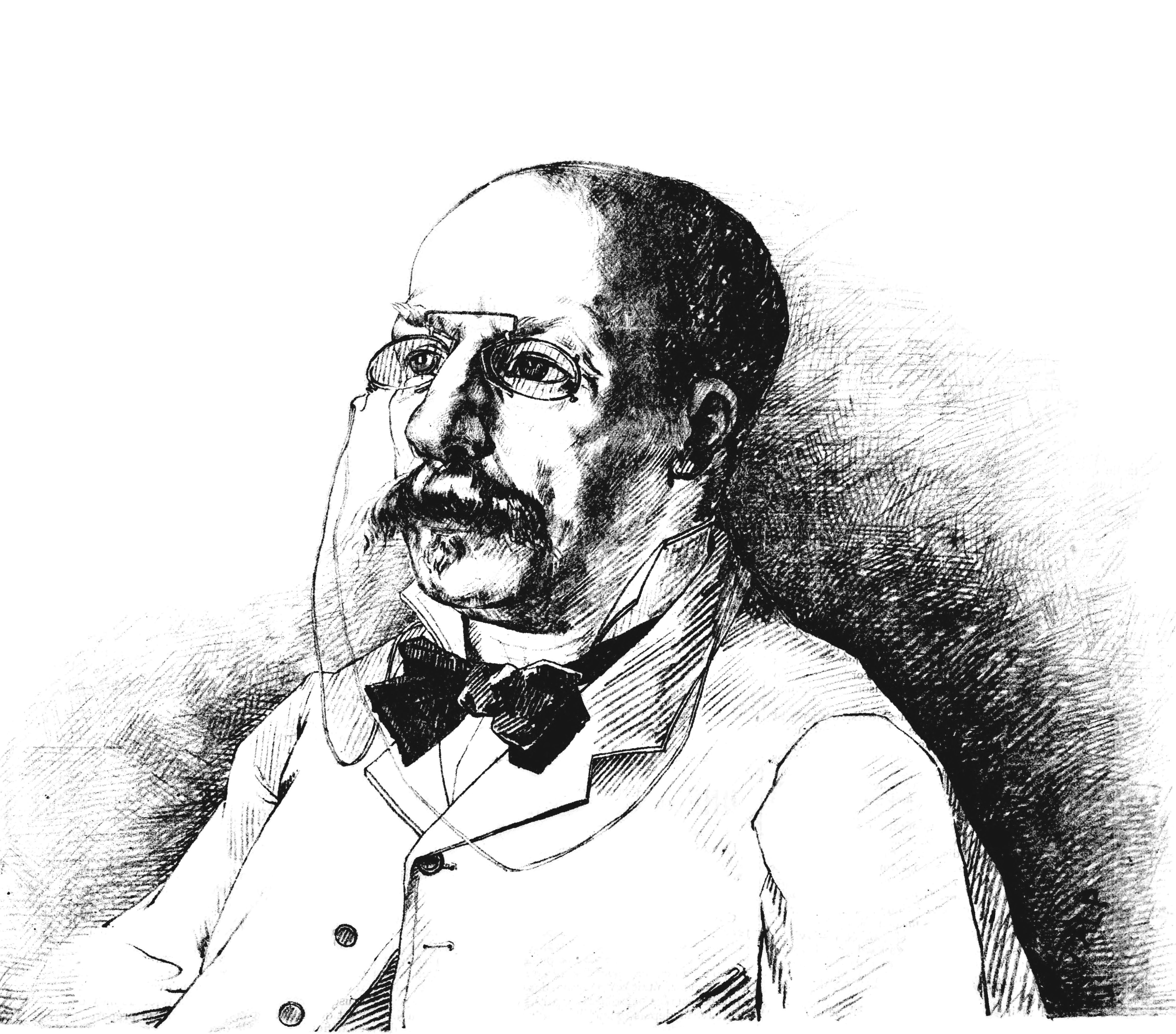
Portrait d'Adolphe Ponet par Talp (4 janvier 1885).
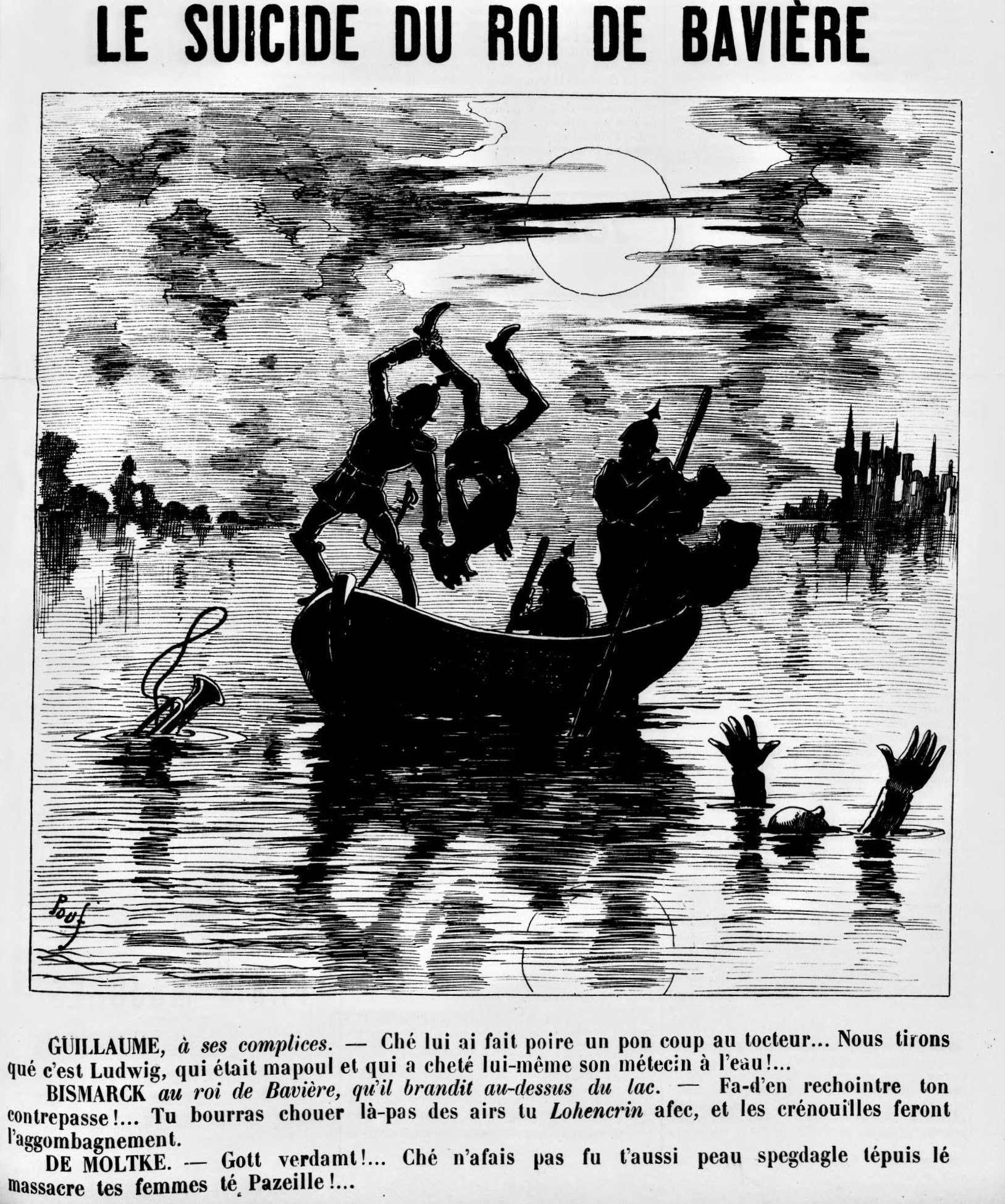
Dessin anti-prussien de Pouf à propos de la mort de Louis II de Bavière (27 juin 1886).
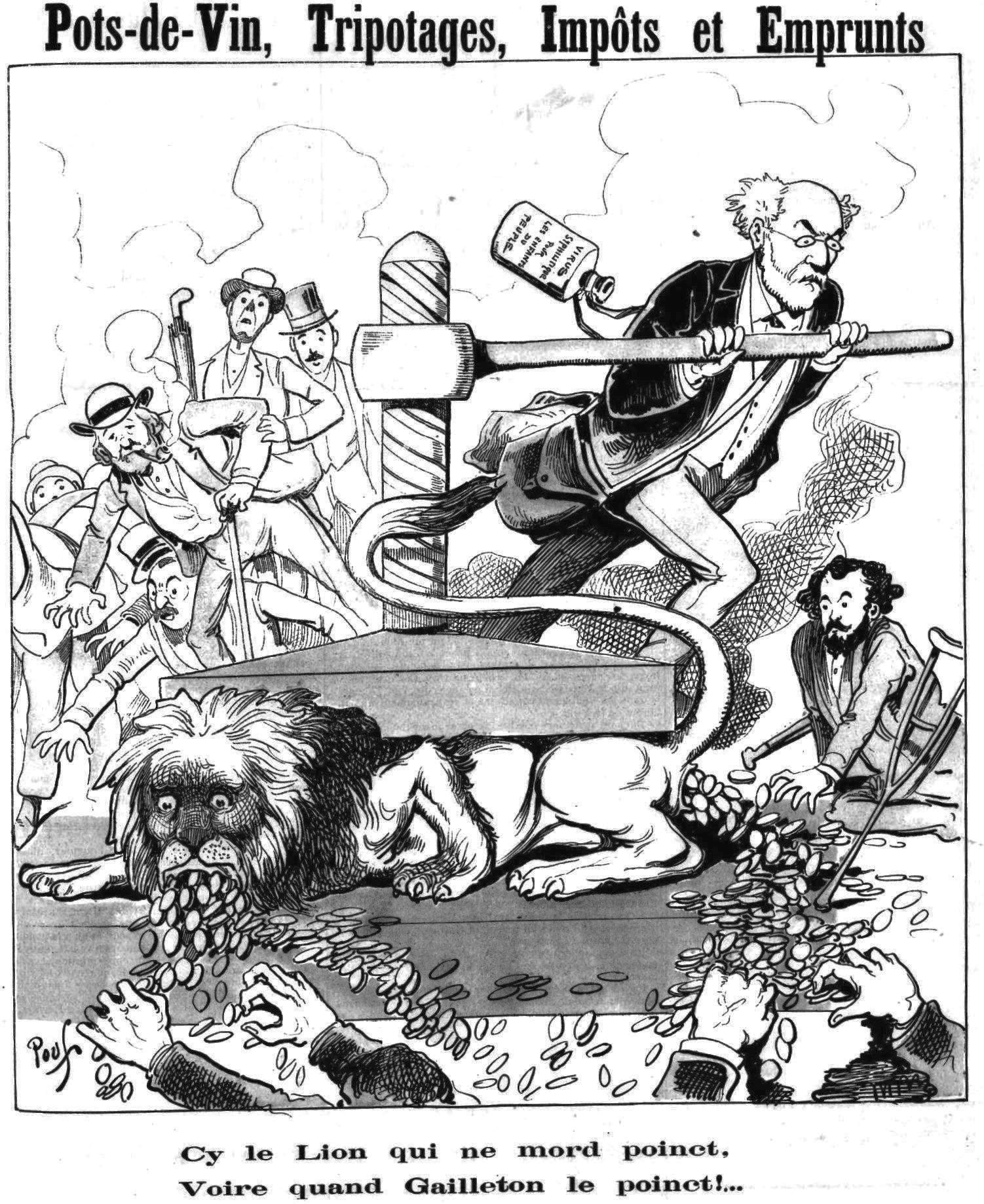
Caricature de Gailleton, maire de Lyon, par Pouf (26 décembre 1886).
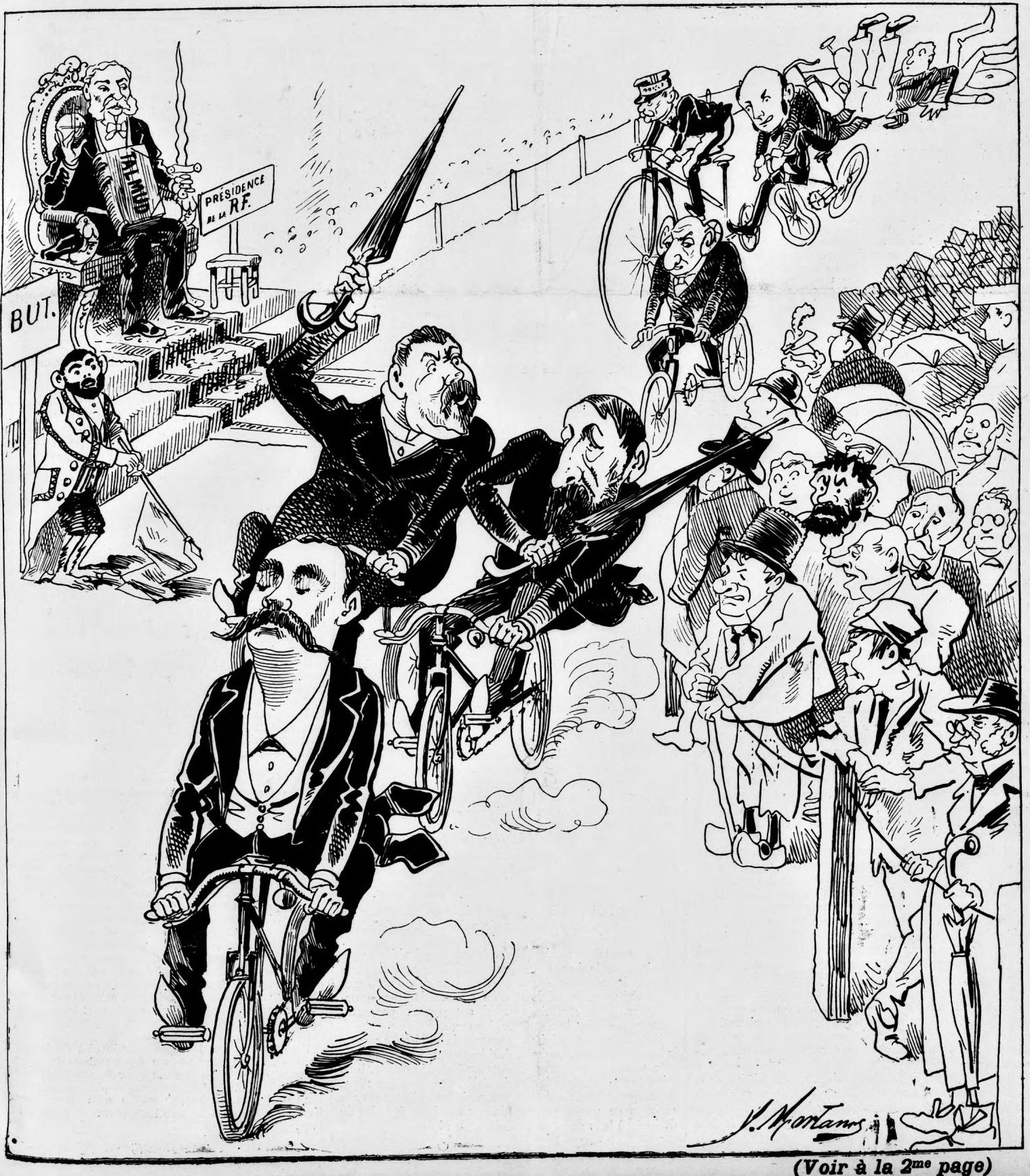
Caricature antisémite de Valère Morland à propos de l'élection présidentielle de 1894 (1er juillet 1894).
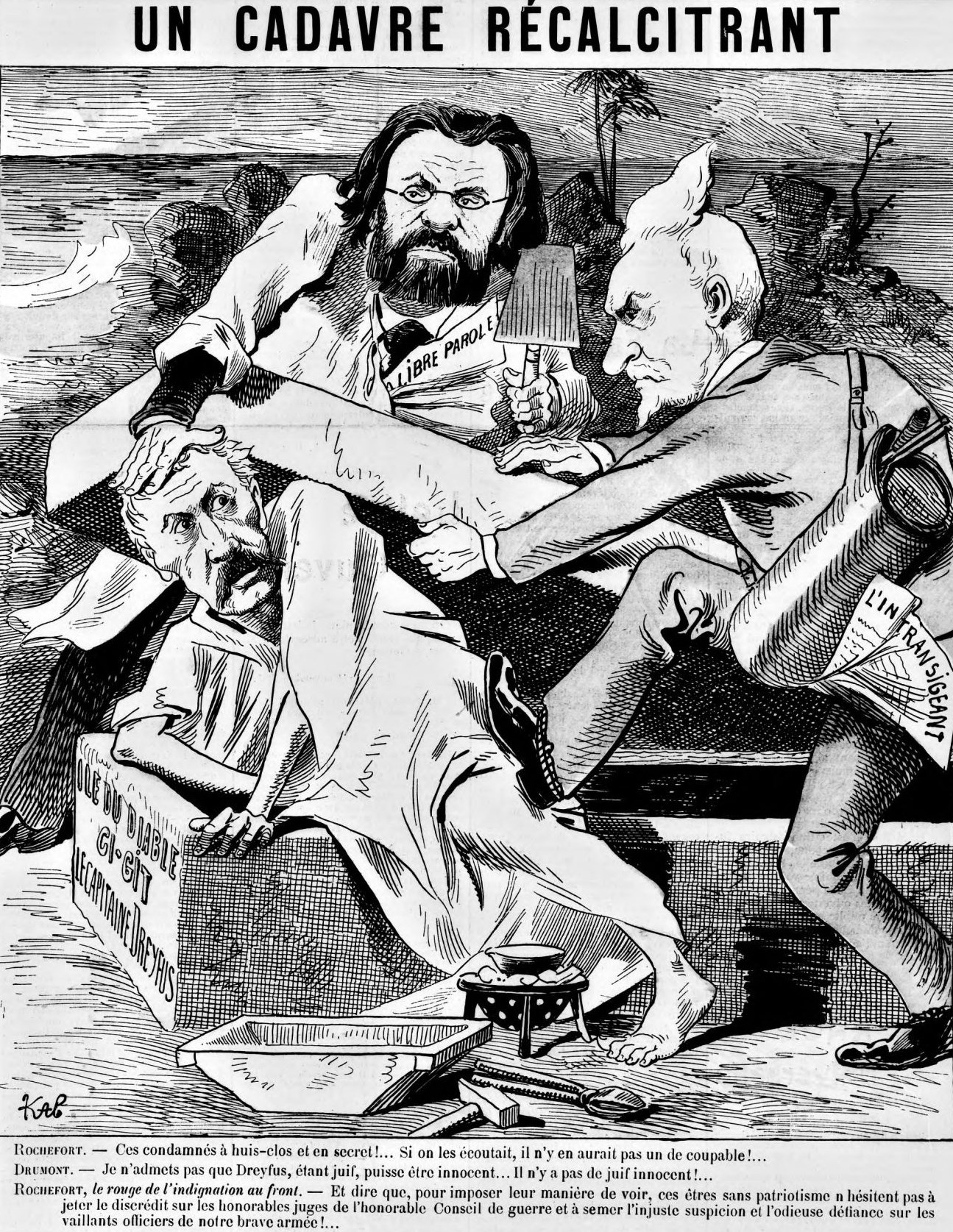
Caricature dreyfusarde de Drumont et Rochefort, par Kab (14 novembre 1897).
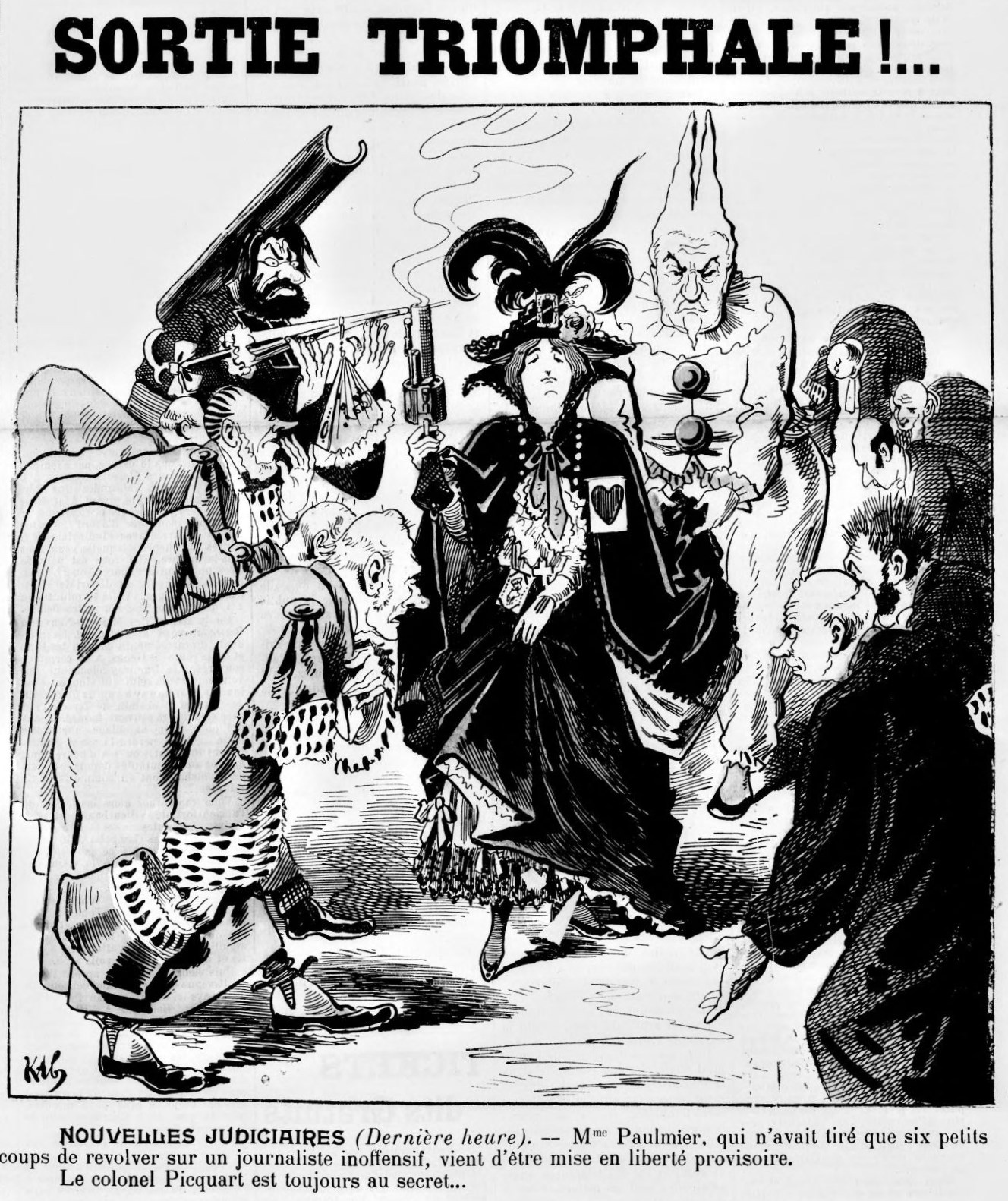
Dessin de Kab à propos de l'affaire Valentine Paulmier (9 octobre 1898).
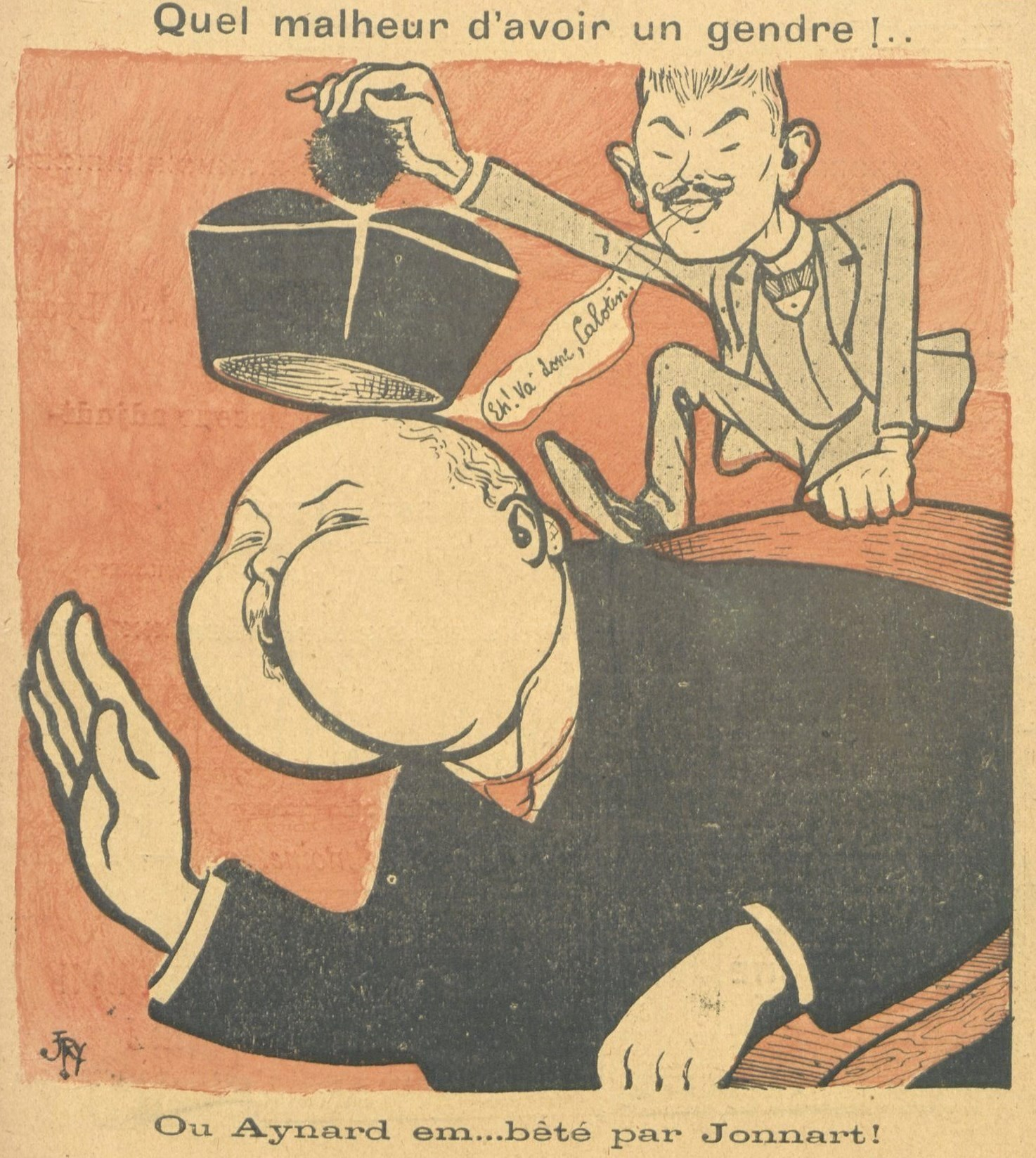
Caricatures d'Édouard Aynard et Charles Jonnart, par Jehan Ry (23 octobre 1902).